# Krzyżówki (województwo śląskie)
Krzyżówki – wieś w Polsce położona w województwie śląskim, w powiecie żywieckim, w gminie Jeleśnia, nad potokiem Krzyżówka. Około 300 mieszkańców.
W latach 1975–1998 miejscowość położona była w województwie bielskim.

## Zobacz też

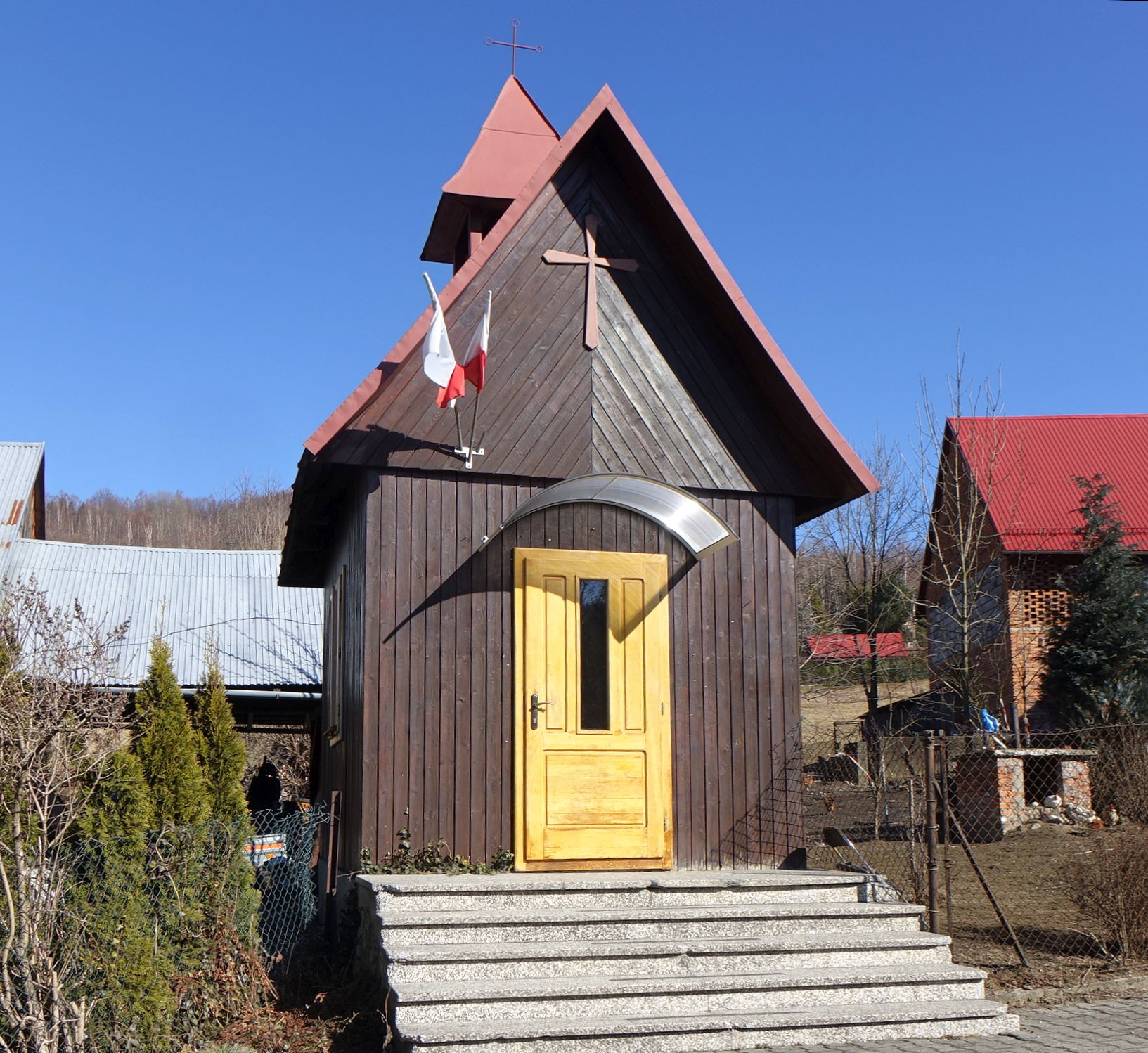
Kaplica